# Robert Reinbacher
Robert Reinbacher (* 8. Januar 1851 in Johannisburg, Ostpreußen; † 4. Juni 1924 in Berlin) war ein deutscher Jurist und Abgeordneter.

## Leben
Reinbacher besuchte das Gymnasium in Johannisburg und studierte an der Albertus-Universität Königsberg Rechtswissenschaft. Mit Ludwig Kersandt wurde er im Wintersemester 1871/72 im Corps Masovia aktiv. Er wurde zweimal als Fuchsmajor und zweimal als Senior ausgezeichnet. Seit 1893 Landgerichtsanwalt am Landgericht Berlin, ließ er sich 1898 als Rechtsanwalt und Notar in Berlin-Schöneberg nieder. Als Justizrat saß er ab 1908 für die Freisinnige Volkspartei und von 1910 bis 1913 für die Fortschrittliche Volkspartei im  Preußischen Abgeordnetenhaus (Wahlkreis 21, 1–21, 3: Potsdam 11 (Stadtkreis Schöneberg, Stadtkreis Rixdorf), FsVP – 21, 4–21, 5: Potsdam 11 (Stadtkreis Schöneberg, Stadtkreis Rixdorf, FVP)).

## Ehrenämter
- Stadtverordneter in Schöneberg
- Kirchengemeindeältester
- Kreissynodaler
- Stellvertretendes Mitglied der Provinzialsynode
- Zweiter Vorsitzender des Kaufmann- und Gewerbegericht Schöneberg
- Vorstand der Anwaltskammer Berlin